# Rožnovská Bečva
Die Rožnovská Bečva (deutsch Untere Betschwa, früher tschechisch Dolní Bečva) ist der rechte Quellfluss der Bečva in Tschechien. Sie entwässert über die Bečva, March und Donau in das Schwarze Meer.
Sie entspringt in 950 m n.m. am Nordhang des Vysoká (1024 m) unweit der Grenze zur Slowakei zwischen den Vsetínské vrchy und den Mährisch-Schlesischen Beskiden, wo einen Kilometer östlich auch die Weiße Ostrawitza, die über die Oder in die Ostsee entwässert, ihren Ursprung nimmt.
An ihren Lauf nach Nordwesten liegen Horní Bečva, Prostřední Bečva, Dolní Bečva und Rožnov pod Radhoštěm, wo sich ihre Richtung nach Westen ändert. Das Tal der Rožnovská Bečva in ihrem Oberlauf bildet die natürliche Abgrenzung zwischen den Mährisch-Schlesischen Beskiden im Norden und den Vsetínské vrchy im Süden.
Weitere Orte am Fluss sind Zubří, Střítež nad Bečvou, Zašová und Valašské Meziříčí.
Nach 37,6 km vereint sie sich bei Valašské Meziříčí mit der Vsetínská Bečva.